# Валмоцола
Валмо̀цола (на италиански: Valmozzola, на местен диалект Valmùsla, Валмузъла) е село и община в северна Италия, провинция Парма, регион Емилия-Романя. Разположено е на 565 m надморска височина. Населението на общината е 585 души (към 2011 г.).